# Annelie Marquardt
Annelie Marquardt (* 19. August 1947 in Paderborn) ist eine deutsche Juristin und ehemalige Richterin am Bundesarbeitsgericht.

## Leben
Nach dem Studium der Rechtswissenschaften an der Universität Frankfurt am Main schloss sie die juristische Ausbildung nach dem Referendariat in Berlin mit dem zweiten Staatsexamen  ab. 1976 begann sie dann ihre juristische Karriere am Arbeitsgericht Frankfurt am Main. 1987 erfolgte die Ernennung zur Vorsitzenden Richterin am Landesarbeitsgericht Hessen. 1997 wurde sie Vizepräsidentin des Landesarbeitsgerichtes.
Annelie Marquardt wurde am 1. September 1999 Richterin am Bundesarbeitsgericht und gehörte dem zehnten Senat des Gerichtes an. 2005 wurde sie stellvertretende Vorsitzende ihres Senates. Sie war am Gericht zusätzlich Mitglied des Richterrats und Beauftragte für die Behandlung von Beschwerden nach dem Allgemeinen Gleichbehandlungsgesetz und wirkte als Vertreterin des Bundesarbeitsgerichts in verschiedenen internationalen Institutionen und Gremien mit. Annelie Marquardt beeinflusste maßgeblich die höchstrichterliche Rechtsprechung des zehnten Senates zu Sonderzahlungen, den gemeinsamen Einrichtungen der Tarifvertragsparteien und dem Wettbewerbsrecht. Mit Ablauf des August 2010 trat sie in den Ruhestand.